# بئاتریکس هلند
بئاتریکس هلند یا ملکه بئاتریکس ویلهلمینا آرمگارد (به هلندی: Beatrix Wilhelmina Armgard van Oranje-Nassau) (زادهٔ ۳۱ ژانویهٔ ۱۹۳۸) ملکهٔ سابق پادشاهی هلند شامل چهار کشور هلند، کوراسائو، سینت مارتن و آروبا است.
بئاتریکس بزرگ‌ترین فرزند و ولیعهد ملکه یویلیانا بود و پس از استعفای مادرش در ۳۰ آوریل ۱۹۸۰، به مقام سلطنت رسید.
بئاتریکس در تاریخ ۳۰ آوریل ۲۰۱۳ به نفع پسرش ویلم-الکساندر از سلطنت کناره‌گیری کرد. وی پس از کناره‌گیری از سلطنت به نام شاهدخت بئاتریکس شناخته می‌شود.